# Aparecida do Taboado
Aparecida do Taboado este un oraș în statul Mato Grosso do Sul (MS), Brazilia. 